# Kamera nasobna

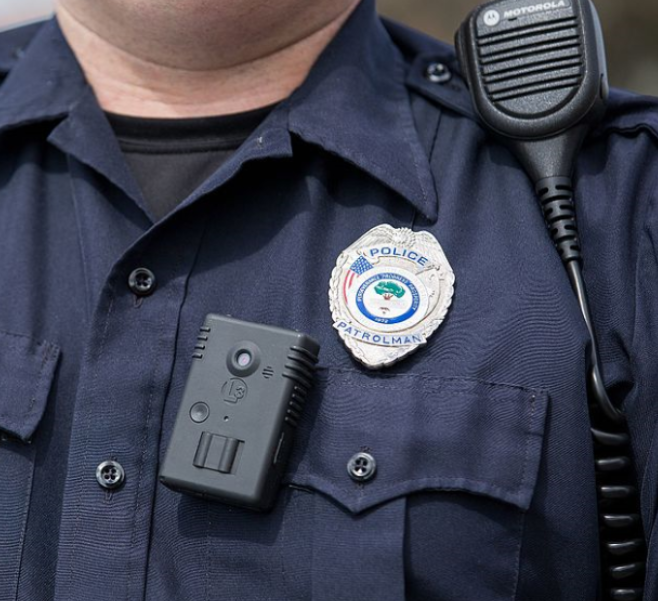
Kamera nasobna założona na mundur funkcjonariusza policji

Kamera nasobna, bodycam – ubieralne urządzenie elektroniczne rejestrujące obraz oraz dźwięk.
Kamery noszone na ciele mogą się znacząco różnić pod względem konstrukcji oraz zastosowania – jednym z najpowszechniejszych jest rejestrowanie przebiegu służby funkcjonariuszy policji i mogą również obejmować m.in. cele rekreacyjne (np. uprawianie sportu), czy wykorzystanie w pożarnictwie oraz w wojsku.
Według badań przeprowadzonych w Wielkiej Brytanii i Stanach Zjednoczonych przez naukowców w Instytucie Kryminologii w Cambridge, wdrożenie kamer nasobnych używanych podczas służby funkcjonariuszy policji zwiększyło zaufanie obywateli do tej instytucji.

## Konstrukcja
Kamery nasobne często są projektowane do noszenia ich na tułowiu, na kasku lub mogą być wbudowane w przedmioty użytku codziennego, np. okulary przeciwsłoneczne. Urządzenia w zależności od zastosowania są wyposażane także m.in. w odbiorniki geolokalizacji, możliwość strumieniowania nagrania, możliwość automatycznego rozpoczęcia rejestrowania czy możliwość dostosowania optyki urządzenia.

## Zastosowanie

### Organy porządku publicznego
Kamery nasobne są obecnie powszechnie wykorzystywane przez policję oraz inne organy ścigania. Ich zadaniem jest poprawa interakcji funkcjonariuszy ze społeczeństwem, a także zwiększenie ich przejrzystości i odpowiedzialności za działania podjęte podczas służby. Urządzenia są popularnym rozwiązaniem dla służb porządkowych m.in. w Stanach Zjednoczonych oraz Wielkiej Brytanii.

### Pożarnictwo

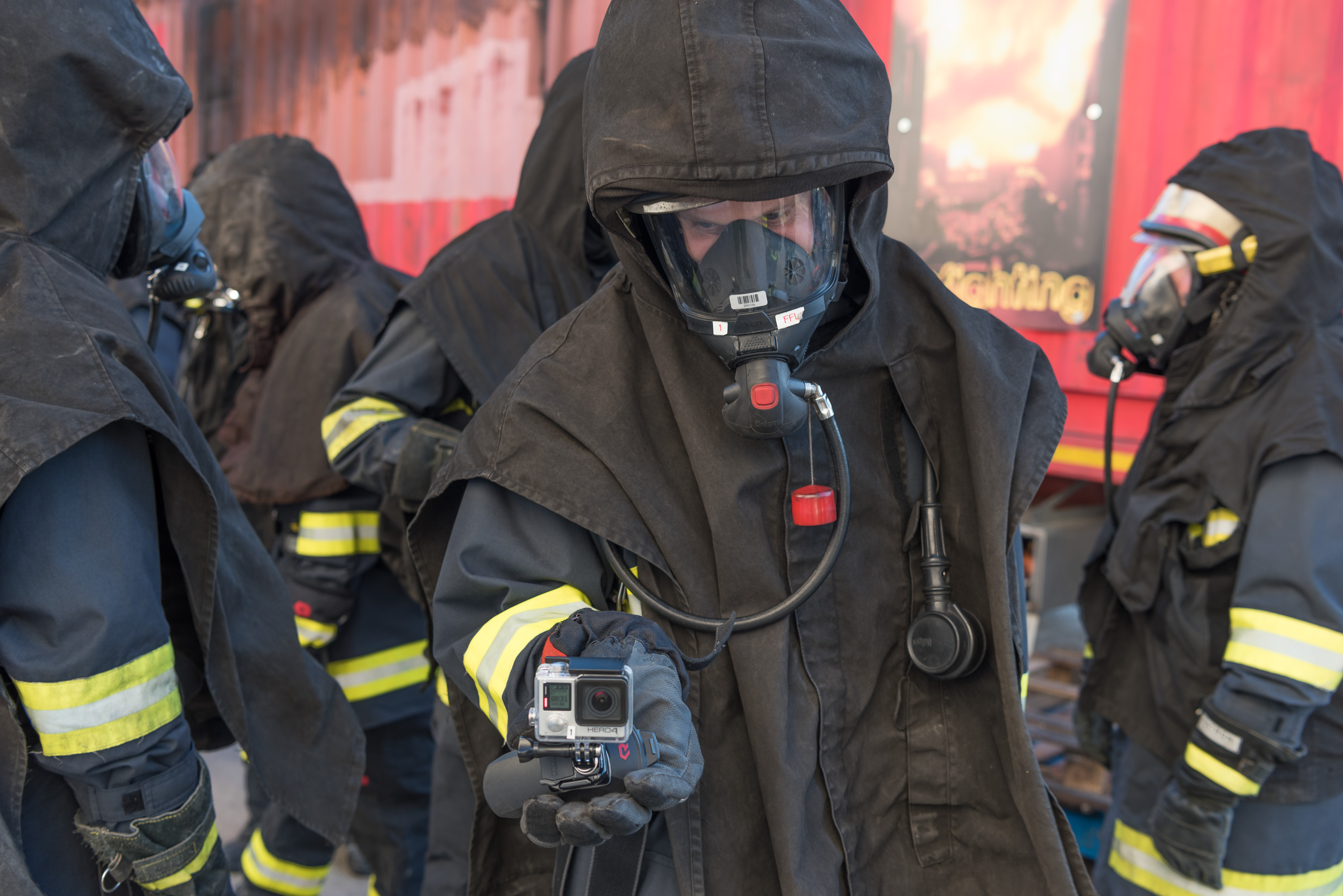
Strażak ze sportową kamerą nasobną firmy GoPro

Straż pożarna wykorzystuje kamery nasobne do oceny sytuacji związanej z pożarem oraz ułatwienia przekazywania dotyczących go informacji. W pożarnictwie tego typu urządzenia często występują w postaci kamer termowizyjnych, zapewniających widzenie w ciemności oraz widzenie wewnątrz pomieszczeń wypełnionych dymem. Obecnie pracuje się nad wykorzystaniem kamer nasobnych do ułatwienia strażakom identyfikacji i znalezienia osób i obiektów dzięki użyciu rozszerzonej rzeczywistości.

### Wojsko

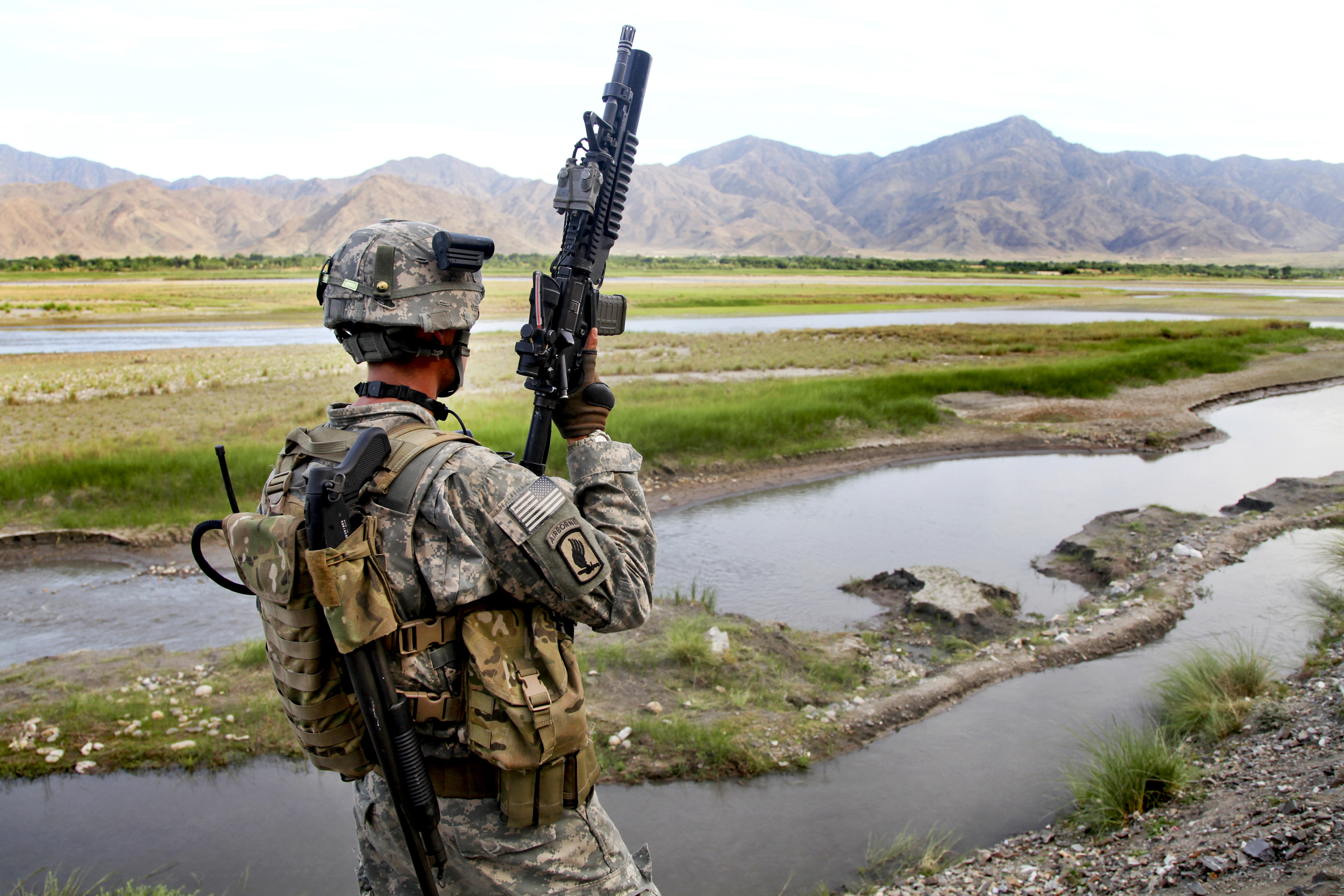
Żołnierz z kamerą nasobną na hełmie

Kamery nasobne są powszechnie używane przez wojsko. Zarejestrowane nagrania są przechowywane w pamięci lokalnej urządzenia lub strumieniowane do centrów dowodzenia oraz placówek wojskowych. Jednym ze znanych przypadków użycia było strumieniowanie do Białego Domu przebiegu operacji Trójząb Neptuna.

## Kontrowersje
W obliczu rozwijającego się Internetu rzeczy i jego wykorzystania w kontekście kamer nasobnych pojawiają się kontrowersje związane z zagrożeniem utraty prywatności na skutek ich używania. Jako zagrożenia wynikające z masowego gromadzenia i analizy zebranych w taki sposób danych wyliczane są najczęściej powszechna inwigilacja, „wędrujący monitoring”, czy przekraczanie koniecznego zakresu przetwarzania takich danych.